# 佐藤薫郷
佐藤 薫郷（さとう しげさと、1939年10月5日-　）は、日本の実業家。日本軽金属株式会社（現 日本軽金属ホールディングス）の社長や日本アルミニウム協会会長を務めた。2004年藍綬褒章綬章、2013年旭日中綬章受章。現軽金属クラブ会長。

## 人物・経歴
静岡県出身。静岡県立静岡高等学校を経て、1962年東京大学法学部第2類（公法コース）卒業、日本軽金属入社。
1962年4月 日本軽金属株式会社（現 日本軽金属ホールディングス）入社
1968年7月 ジュネーブ工業経営研修所留学（1年間）
1984年7月 渉外室長
1987年3月 製錬事業部営業部長
1988年6月 メタル事業部長
1991年6月 取締役 兼 メタルセンター長
1993年2月 取締役兼アルコム社社長
　　（アルコム＝アルミニウム・カンパニー・オブ・マレーシア）
1993年6月 常務取締役兼アルコム社社長
1996年6月 専務取締役軽圧本部長
1999年6月 取締役副社長軽圧本部長、東南アジア担当
2000年6月 取締役兼副社長執行役員、軽圧本部長、東南アジア担当
2001年4月 代表取締役社長
2007年6月 代表取締役会長
2009年6月 相談役
2010年6月 顧問